# Jaroslav Hůlka (básník)
Jaroslav Hůlka (17. ledna 1899 Volyně – 4. května 1924 Volyně) byl český básník a prozaik.

## Život
Narodil se 17. ledna 1899 ve Volyni. Jeho otec Josef Hůlka byl místní učitel. Ve Volyni vychodil obecnou školu a následně šel studovat na volyňskou řemeslnickou školu. V roce 1914 odešel studovat na reálku do Písku a v následujícím roce přestoupil na vyšší průmyslovku do Brna. Zde jej učil mj. básník Josef Holý. Bydlel zpočátku v Blansku a později v Brně. V roce 1919 po maturitě byl krátce dělníkem, kamelotem, úředníkem i novinářem. Před rokem 1920 publikoval v "Besídce" ostravského Dělnického deníku a v brněnské "Rovnosti". Později publikoval i v příloze "Národní politiky" a i jinde. V roce 1920 vstoupil Josef Hůlka do KSČ. Po návratu z Brna do Volyně zůstal nějakou dobu bez zaměstnání. Následně přijal zaměstnání u státní dráhy jako železniční úředník. Nejprve působil v letech 1920-1922 ve Strakonicích, pak následovaly Klatovy a od podzimu 1923 České Budějovice. V roce 1922 vstoupil Hůlka do Devětsilu a začal postupně publikovat v "Rudém právu", "Proletkultu" a "Komunistickém kalendáři". Ještě tento rok vyšla jeho povídková kniha s názvem Prokletí lidé a v následujícím roce triptych s názvem Vrah. Na jaře roku 1924 při návštěvě rodné Volyně byl postižen srdeční mrtvicí a Jaroslav Hůlka 4. května zemřel. Krátce po jeho smrti byla vydána sbírka jeho próz Přátelé a smíření. V roce 1960 mu byla odhalena pamětní deska  na budově tehdejšího MNV ve Volyni, dílo sochaře Josefa Boháče.